# Premio Nacional de la Juventud de la República Dominicana
El Premio Nacional de Juventud (PNJ) de la República Dominicana, es considerado el máximo galardón que el Estado dominicano, a través de la Presidencia de la República y del Ministerio de la Juventud, entrega a los jóvenes dominicanos más destacados.
De acuerdo con el Ministerio de la Juventud, "este premio tiene como objetivo reconocer e impulsar a los/as jóvenes de nuestra sociedad que contribuyen día a día con el desarrollo sostenible de la República Dominicana".

## Historia del PNJ
Año tras año se lleva a cabo una gran gala el día 31 de enero como fecha simbólica que marca el Día Nacional de la Juventud. A esta celebración asisten los altos miembros del gobierno dominicano, representantes diplomáticos de los diferentes países que tienen presencia en la República Dominicana, así como los miembros de la prensa. El premio surge con rango de Ley cuando fue aprobado en la Ley N.º 20-93, que crea el Día y el Premio a la Excelencia Juvenil. Su inauguración fue realizada el 31 de enero de 1997, durante el gobierno del Dr. Leonel Fernández, una iniciativa que ha sido respetada por los gobiernos que le han seguido, como el de Hipólito Mejía , Danilo Medina y Luis Abinader En aquel momento, se realizó en el auditorio del Banco Central, donde se reconoció a 10 jóvenes que representaban igual número de categorías.

## 15 años del Premio
El 31 de enero de 2011, fueron celebrados los 15 años del Premio, en el Teatro Nacional con un multitudinario espectáculo. En el mismo se dieron las presentaciones artísticas de Johnny Ventura, Vakeró, El Jefrey, Kinito Méndez, Juliana, Ramón Orlando, entre otros. El entonces Ministro de la juventud Franklin Rodríguez indicó que el premio además de reconocer jóvenes destacados, sirve para mostrar el inmenso talento de la juventud dominicana.
El 2 de diciembre de 2020, el Ministerio de la Juventud anunció la apertura de la convocatoria para los postulantes al Premio Nacional de la Juventud (PNJ) 2021, cuya 25.ª edición está dedicada al padre de la medicina, Hipócrates, en honor a los jóvenes dominicanos que han trabajado en el área del sector salud y han dado soluciones a los problemas que enfrenta la población a nivel nacional con la COVID-19. La premiación se realizará el 31 de enero de 2021.

## Entrega XXV
El 31 de enero de 2021 en el Palacio Nacional Dominicano se celebró la entrega número 25 del premio dedicada a Hipócrates, padre de la medicina, y en honor al sector salud dominicano. El acto estuvo encabezado por el presidente de la República Dominicana Luis Abinader y la ministra de la Juventud Luz del Alba Jiménez, en un evento donde fueron reconocidos ocho jóvenes destacados del país, también se dieron reconocimientos especiales a otros seis por su labor en el sector salud. En la ceremonia que estuvieron presentes la vicepresidenta de la República Raquel Peña; el ministro de Educación Superior y Tecnología, Franklin García Fermín; la ministra de la Mujer, Mayra Jiménez; Fernando Durán, director del Banco Agrícola; José Julio Gómez, viceministro de Política Exterior; Porfirio Peralta, director de Promipyme, Edward Rafael Guzmán, viceministro de Salud Pública, el senador Franklin Rodríguez, entres otras personalidades.

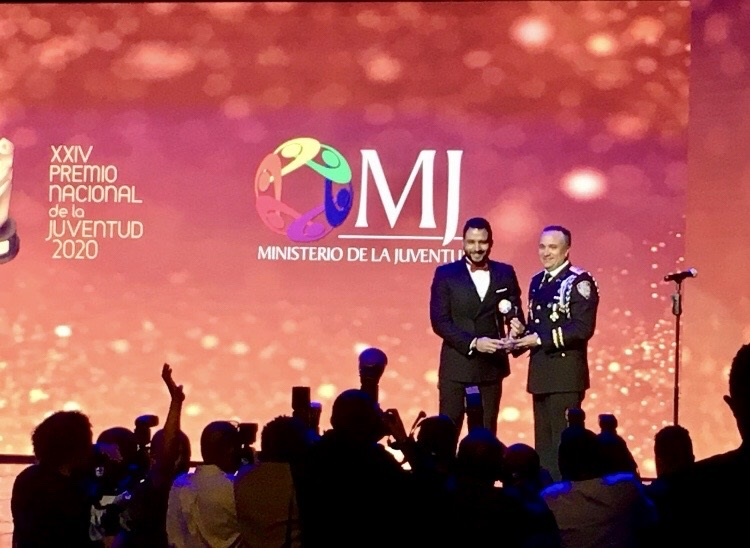
El Mayor General Ney Aldrín Bautista Almonte, director de la Polícia Nacional, hace entrega de la estatuilla en el renglón superación profesiónal a Geovanny Vicente Romero, columnista de CNN. Este evento fue realizado en la sala Eduardo Brito, del Teatro Nacional de la República Dominicana.

## El PNJ en la actualidad
Esta gala que reúne a las principales personalidades dominicanas que celebran a sus jóvenes líderes se realiza generalmente en el Teatro Nacional de la República. 
Renglones:
• Aportes a la Comunidad Campesina
• Aportes a los Derechos Humanos (Niñez, Adolescencia y Juventud)
• Deporte Nacional
• Deporte Internacional
• Desarrollo Cultural (arte y cultura)
• Desarrollo Empresarial
• Liderazgo Religioso
• Liderazgo Político
• Liderazgo Profesional
• Mérito Estudiantil (categoría preuniversitaria)
• Mérito Estudiantil (categoría universitaria)
• Preservación y Fomento de los Recursos Naturales
• Servicios Sociales Voluntarios a Favor de la Comunidad
• Superación y Logros Personales

## Personalidades destacadas que han recibido el PNJ
• Michelle Cohen, 1997, Abogada y Diplomática
• Aldo José Vargas Parra., 1998.
• Nuris Arias., 1998.
• Mélida Lugo., 1998.
• Milton Morrison., 1998.
• Juana Quezada Arrendel., 1998.
• Jean Paul Quiroz., 1998.
• Penuel Ramírez., 1998.
• Wanda Rijo., 1998.
• Mitzy del Carmen Santana., 1998.
• Geovanny Vicente Romero, 2019-2020. Político dominicano, columnista de CNN, profesor de la Universidad de Columbia en Nueva York, consultor y conferencista.
• Niwrka Tejeda, 2022. Arquitecta y empresaria. Superación Profesional
• Aisha Syed, 2015. Violinista dominicana.
• Franklin Rodríguez, 1996-97. Político dominicano.
• Neftalí Féliz, 2010-2011. Pelotero dominicano de grandes ligas.
• Joanna García Rivas, 2015. Procuradora Fiscal.
• Gloria Roely Reyes Gómez, 2018-2019. Diputada al congreso.
• Odalis Vega, 2016-2017. Alcalde de Hato Mayor.
• Angie Shakira Martínez Tejera, 2002, Abogada y Diplomática.
• Amelia Vega, modelo y Miss Universo 2003.
• Cirilo J. Guzmán  2011, abogado y exprocurador fiscal.
• Arlenis Sosa, 2011, modelo.
• Pedro Tomás Sang, 2012, Ingeniero & Emprendedor.
• Martha Heredia, 2010, Cantante, Latin American Idol (temporada 4)
• César Dargam, 2008, Abogado & Político.
• Belkis Vásquez (Belkola), 2012, Diseñadora.
• Félix Sánchez 2005, Atleta.
• Luguelín Santos 2012, Atleta
• Marcos Díaz (nadador), 2004-2005
• Alberto Zayas, 2006, Productor Audiovisual.
• Rosa Albania Gómez Chávez, 2013.
• Milton Morrison, 1999.
• Joan Guzmán 2007.
• Al Horford 2010 Jugador de la NBA
• Laura María Castellanos Vargas, 2010 Abogada
• Víctor Gómez Casanova, 2002, Periodista
• Daira Cira Medina Tejeda, 2010, Jueza.
• Juan José Eusebio Martínez, 2010, abogado.
• Milcíades Ventura Lembert, 2010, abogado.
• José Nicolás Conil, 2011, emprendedor.
• Rayvelis Roa Rodríguez 2004
• Víctor Rojas de la Cruz ,2021 Licenciado en Mercadeo, PNJ renglón Desarrollo Empresarial. 
• Esperanza Ceballos, 2007 Periodista.
• Kathleen Martínez, 2010,  arqueóloga
• María Aurelina Estévez Abreu, 2020, abogada
• Yokeiry Mejía, 2015, Arquitecta. 
• Lynda Rodríguez, 2018, emprendedora